# Сун Нань
Сун Нань (кит. 宋楠, пиньинь Sòng Nán; род. 9 августа 1990 года в Цицикаре) — бывший китайский фигурист, выступающий в мужском одиночном катании. Он — серебряный призёр юниорского финала гран-при 2009—2010 и юниорского чемпионата мира 2010 года, трёхкратный чемпион Китая по фигурному катанию. В 2013 году стал чемпионом XXVI зимней Универсиады.

## Карьера
Начал кататься в 6 лет. Он жил и тренировался в Пекинском спортивном комплексе. В финале юниорской карьеры он выиграл на этапах юниорского Гран-при две медали: золото и серебро — и квалифицировался в финал, где выиграл серебро.
На Зимних Азиатских играх 2011 года Сун Нань выиграл бронзу. Во взрослом этапе Гран-при в Китае в ноябре 2011 года выиграл бронзу, а также серебро на этапе в Париже. Он стал первым запасным на квалификацию в финал Гран-при.
На чемпионате мира 2012 занял четырнадцатое место, набрав в сумме 216.33 балла.
Затем последовал спад. В 2015 год он выступал на зимней Универсиаде, однако на этот раз он выступил не совсем удачно, не выиграв медалей. Однако был заявлен на домашний чемпионат мира в Шанхае, но выступил неудачно не сумел пройти в произвольную программу. В середине апреля на заключительном старте сезоне на командном чемпионате мира в Японии китайский фигурист выступил не совсем удачно в обеих видах программ.
Новый сезон фигурист начал на домашнем Кубке Китая в серии Гран-при, он финишировал на девятом месте. На национальном чемпионате он занял второе место. В апреле 2016 года принял решение завершить активную спортивную карьеру.

## Достижения
| Соревнование                  | 2007-08 | 2008-09 | 2009-10 | 2010-11 | 2011-12 | 2012-13 | 2013-14 | 2014-15 | 2015-16 |
| ----------------------------- | ------- | ------- | ------- | ------- | ------- | ------- | ------- | ------- | ------- |
| Чемпионат мира                |         |         |         | 22      | 14      | 15      |         | 26      |         |
| Чемпионат четырёх континентов |         |         | 6       | 9       | 11      | 6       | 3       |         | 12      |
| Зимние Азиатские игры         |         |         |         | 3       |         |         |         |         |         |
| Командные чемпионаты мира     |         |         |         |         |         |         |         | 5       |         |
| Чемпионат мира среди юниоров  |         | 7       | 2       |         |         |         |         |         |         |
| Зимние Универсиады            |         |         |         |         |         |         | 1       | 4       |         |
| Чемпионат Китая               | 5       | 1       | 7       | 2       | 1       | 1       | 2       |         | 2       |
| Спартакиада народов КНР       |         | 5       |         |         | 1       |         |         |         |         |
| Skate America                 |         |         |         | 10      |         |         |         |         |         |
| Trophée Eric Bompard          |         |         |         | 6       | 2       | 5       | 6       | WD      |         |
| Cup of China                  |         |         |         |         | 3       | WD      | 8       | WD      | 9       |

WD = фигурист снялся с соревнований.